# Pianoboy
Pianoboy (connu en Ukraine sous la typographie « Pianoбой ») est un groupe de pop-rock ukrainien fondé à Kiev. Le groupe a été créé en 2009 par Dmytro Shurov et il chante en ukrainien, en russe et en anglais. Il est actuellement constitué de Dmytro Shurov, sa sœur Olha, Mikola Kisthenov, Volodymyr Pavlovskyi et Hryhorii Oliinyk.

## Membres
- Dmytro Shurov — piano, voix, compositeur;
- Olha Shurova — guitare rythmique, synthétiseur, choriste, percussion;
- Mykola Kisthenov — basse, contrebasse;
- Volodymyr Pavlovskyi — guitare;
- Hryhorii Oliinyk — batterie.